# Pergola we Wrocławiu

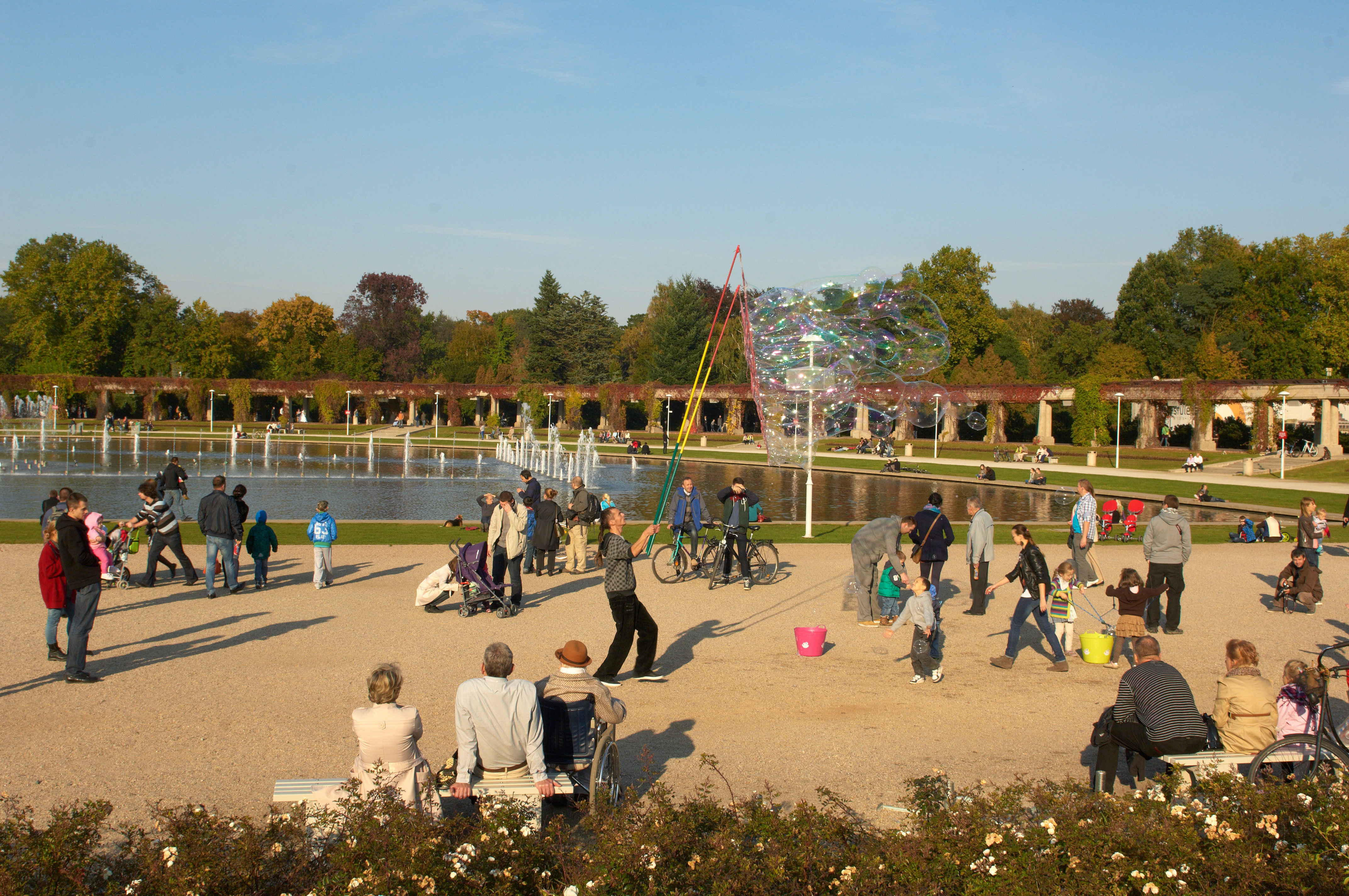
Pergola we Wrocławiu

Pergola we Wrocławiu – pergola w kształcie połowy elipsy, wybudowana na początku XX wieku wokół sztucznego (również pół-eliptycznego) stawu z fontanną na terenach wystawowych we wschodniej części Wrocławia. Wystawa Stulecia, planowana w stulecie zwycięskiej dla Prus bitwy pod Lipskiem (1813) była częścią obchodów upamiętniających wzrost znaczenia państwa pruskiego w Europie. Pergolę umiejscowiono przy północno-wschodniej stronie Hali Stulecia wraz z innymi obiektami towarzyszącymi (m.in. Pawilonem Czterech Kopuł). Zaprojektowana przez Hansa Poelziga jako dwa rzędy słupów z nietynkowanego żelbetu zwieńczone kratą, na której płoży się winorośl, wstępnie zatwierdzona do realizacji 31 sierpnia 1912. Później przeprojektowana; w wyniku przetargu realizację powierzono firmie Pfeffer Pringsheim & Co; prace budowlane ukończone zostały w lutym 1913, w marcu alejkę pokryto żwirem i obsadzono słupy winoroślą. Według danych oficjalnych długość pergoli wynosi 640 metrów i liczy ona łącznie 750 słupów; przykryte są one kratownicą, na której znajdują się winorośle.
4 czerwca 2009 uruchomiono fontannę multimedialną wyposażoną w blisko 300 dysz i wykorzystującą efekty świetlne oraz dźwiękowe.
W bezpośrednim sąsiedztwie wrocławskiej pergoli znajduje się Ogród Japoński i pozostała część Parku Szczytnickiego.
Pergolą zarządza Wrocławskie Przedsiębiorstwo Hala Ludowa Sp. z o.o., które oferuje wynajem pergoli na potrzeby wydarzeń typu koncerty, zawody sportowe, pikniki itd.